# Whole Lotta Love
Whole Lotta Love is een nummer van de Britse hard rockband Led Zeppelin. Het is het eerste nummer van hun tweede album Led Zeppelin II uit oktober 1969. Op 7 november dat jaar werd het nummer eerst in de VS en Canada op single uitgebracht en op 5 december volgden Europa, Australië en Nieuw-Zeeland. In 1971 werd het nummer in Japan op single uitgebracht.

## Achtergrond
De plaat werd wereldwijd een hit en bereikte in Duitsland en Australië de nummer 1-positie. In Nieuw-Zeeland werd de 4e positie behaald,   Zuid-Afrika de 6e, Canada en Denemarken de 2e, Oostenrijk de 3e, Zwitserland de 5e, Finland de 7e, Zweden de 9e. In thuisland het Verenigd Koninkrijk en in Ierland werd géén notering behaald.
In Nederland werd de plaat op zaterdag 13 december 1969 verkozen tot de 7e Alarmschijf van de week op Radio Veronica en bereikte het op single uitgebrachte nummer de 4e positie in de Nederlandse Top 40 (week 4, 1970).. In de destijds nieuwe publieke hitlijst; de Hilversum 3 Top 30 op de nationale publieke popzender Hilversum 3, bereikte de plaat de 5e positie en stond totaal 12 weken in deze lijst genoteerd.
In België bereikte de plaat de 2e positie in de voorloper van de Vlaamse Ultratop 50 en de 4e positie in Wallonië.
In de Verenigde Staten was het de eerste hit voor de Britse band met een verkoop van 1 miljoen exemplaren op 13 april 1970. Het nummer is deels gebaseerd op het nummer You Need Love van de Amerikaanse bluescomponist Willie Dixon, opgenomen door Muddy Waters in 1962.
Sinds de allereerste editie in december 1999 staat de plaat onafgebroken genoteerd in de jaarlijkse NPO Radio 2 Top 2000 van de Nederlandse publieke radiozender NPO Radio 2, met als hoogste notering een 86e positie in 2013.

## Compositie en opname
Gitarist Jimmy Page speelde de gitaarriff van het nummer voor het eerst in de zomer van 1968 op zijn woonboot in Pangbourne aan de rivier de Theems in Engeland. Bassist en toetsenist John Paul Jones verklaarde dat de riff waarschijnlijk ontstaan was tijdens het spelen van het nummer Dazed and Confused. Bij live-optredens van de band werd er vaak geïmproviseerd bij het uitvoeren van dit nummer. Page ontkende dit en zei:

Nee, nee, dat klopt niet. Nee, het is ontstaan toen we muziek aan het oefenen waren voor het tweede album. We waren samen bij mij thuis. Ik had die gitaarriff al en van daaruit is het nummer ontstaan. Het is absoluut niet tijdens een optreden ontstaan. 

Geluidstechnicus Eddie Kramer en Page hebben tijdens de productie van het nummer de zang van een eerdere opname door het nummer heen gemixt. Page gebruikte ook de techniek om de nagalm voor het geluid te plaatsen, in plaats van na het geluid. Hij nam de nagalm apart op en voegde hem later toe. Hij had deze techniek ook al op het debuutalbum Led Zeppelin gebruikt.

## Gelijkenis metYou Need Love
In 1962 nam Muddy Waters het nummer You Need Love op voor platenmaatschappij Chess Records. Waters gebruikte hiervoor een al bestaand instrumentaal nummer van bluesgitarist Earl Hooker waar hij de zang over de muziek plaatste, het zogenaamde overdubbing. Hij had dit al eerder toegepast bij het nummer You Shook Me dat hij eerder dat jaar opnam.
De Engelse rockband Small Faces nam het nummer in 1966 op met als titel You Need Loving. Het verscheen op hun debuutalbum Small Faces. Volgens zanger en gitarist Steve Marriott hadden Jimmy Page en Robert Plant een aantal optredens bijgewoond van de Small Faces, waarbij ze beiden erg geïnteresseerd waren in het nummer. De manier waarop Plant het nummer zingt is gelijk aan die van Marriott. Marriott verklaarde dan ook:

Hij (Plant) zong het nummer zoals ik, het klonk hetzelfde, zelfs de pauzes op het eind van het nummer waren hetzelfde.

Na een juridisch geschil met Led Zeppelin, dat begon in 1985, werd Willie Dixon in 1987 financieel gecompenseerd en toegevoegd als schrijver op latere uitgaven van het nummer.
In een interview dat Plant in juni 1990 had met het Amerikaanse muziektijdschrift Musician zei hij hierover:

Page's riff was Page's riff. Die was er al voor de rest. Ik dacht alleen maar, wat moet ik nu zingen? Het was eigenlijk bedrog. Gelukkig is dat nu financieel rechtgezet. Toentertijd was er wel discussie wat we er mee aan moesten. We beslisten toen, omdat het geschiedenis was en van weinig invloed, dat... nou ja, je wordt alleen gepakt als je succes hebt. Zo zijn de regels.

Ook Page gaf in 1997 indirect toe dat er sprake was van plagiaat: "Als je de tekst weg laat, is de muziek nieuw en anders."  Op het eind van Whole Lotta Love wordt in de tekst nog verwezen naar het nummer Back Door Man uit 1961 van de Amerikaanse blueszanger Howlin' Wolf: "Shake for me girl, I want to be your back-door man."

## Live-uitvoeringen
Whole Lotta Love werd voor het eerst gespeeld op 26 april 1969 tijdens een concert in San Francisco in de Verenigde Staten. De laatste live-uitvoering dateert van 7 juli 1980 in Berlijn in Duitsland, waarbij het nummer als slotnummer gespeeld werd. Zodoende ging Whole Lotta Love de geschiedenis in als laatste nummer dat ooit door de vier oorspronkelijke Led Zeppelin-leden live is uitgevoerd. Later dat jaar, op 25 september, kwam drummer John Bonham op 32-jarige leeftijd op tragische wijze om het leven. Het nummer was vanaf 1970 tot en met 1980 een vast onderdeel van de setlist tijdens concerten van de band.

### Live-uitvoeringen op albums
- The Song Remains the Same (22 oktober 1976) - Opgenomen in juli 1973 tijdens drie concerten in Madison Square Garden in New York. Hiervan is ook een film verschenen
- BBC Sessions (11 november 1997) - Op het album staan twee opnames. De eerste is opgenomen op 24 juni 1969 tijdens het muziekprogramma John Peel's Top Gear. De tweede opname is van 1 april 1971 en betreft de zogenaamde Whole Lotta Love Medley, waarin, naast het nummer zelf, ook fragmenten van de nummers Boogie Chillun (John Lee Hooker, 1948), Fixin' to Die (Bukka White, 1940), That's Allright (Arthur Crudup, 1946)[16][17] en A Mess of Blues (Doc Pomus, Mort Shuman, 1960) gespeeld worden
- How the West Was Won (27 mei 2003) - Opgenomen op 25 juni 1972 tijdens een concert in de L.A. Forum in Inglewood in de staat Californië in de Verenigde Staten
- Led Zeppelin DVD (26 mei 2003) - Opgenomen op 9 januari 1970 in de Royal Albert Hall in Londen

### Andere live-versies
- op zaterdag 13 juli 1985 werd het nummer door de overgebleven leden Page, Plant en Jones gespeeld tijdens het benefietconcert Live Aid in Philadelphia (Pennsylvania) in de Verenigde Staten, met als gastdrummers Phil Collins en Tony Thompson
- op 14 mei 1988 speelden Page, Plant en Jones Whole Lotta Love tijdens het Atlantic Records 40th Anniversary concert waarbij Jason Bonham de plaats achter het drumstel innam van zijn in 1980 overleden vader John
- de meest recente uitvoering was op 10 december 2007 tijdens het herdenkingsconcert voor Ahmet Ertegün in de O2 Arena in Londen, met wederom Jason Bonham op drums
- op 24 augustus 2008, tijdens de sluitingsceremonie van de Olympische Spelen in Beijing, speelde Jimmy Page een aangepaste versie van het nummer, samen met de Engelse zangeres Leona Lewis. Op verzoek van de organisatie en Lewis werd de tekst op sommige plaatsen gewijzigd, waaronder de zin: I’m gonna give you every inch of my love, die veranderd werd in: I'm gonna give you every bit of my love. Zangeres Lewis vond het niet gepast om dit als vrouw te zingen.[18]

## Bezetting
- Robert Plant - Leadzang
- Jimmy Page - Gitaar
- John Paul Jones - Basgitaar
- John Bonham - Drums

## Cover-versies
Whole Lotta Love is door diverse artiesten gecoverd. De bekendste zijn:

- De Amerikaanse zangeres Tina Turner nam het nummer in 1975 op voor haar album Acid queen.
- De Amerikaanse band Dread Zeppelin nam het nummer in 1990 op voor hun debuutalbum "Un-Led-Ed".
- De Amerikaanse zangeres en pianiste Tori Amos nam het nummer in 1991/1992 op voor het in 2008 verschenen livealbum "Live at Montreux 1991/1992".
- Gitarist Jimmy Page speelde het nummer samen met de Amerikaanse rockband The Black Crowes tijdens hun gezamenlijke tournee in oktober 1999. Een liveversie daarvan staat op het album "Live at the Greek".
- De Amerikaanse soulzangeres Mary J. Blige nam het nummer in 2009 op voor haar album "Stronger with each Tear".

## Hitlijsten

### NPO Radio 2 Top 2000
| Nummer met noteringen in de NPO Radio 2 Top 2000 | '99 | '00 | '01 | '02 | '03 | '04 | '05 | '06 | '07 | '08 | '09 | '10 | '11 | '12 | '13 | '14 | '15 | '16 | '17 | '18 | '19 | '20 | '21 | '22 | '23 | '24 |
| ------------------------------------------------ | --- | --- | --- | --- | --- | --- | --- | --- | --- | --- | --- | --- | --- | --- | --- | --- | --- | --- | --- | --- | --- | --- | --- | --- | --- | --- |
| Whole Lotta Love                                 | 209 | 120 | 185 | 132 | 93  | 124 | 158 | 192 | 211 | 151 | 93  | 136 | 135 | 91  | 86  | 96  | 125 | 124 | 130 | 141 | 166 | 176 | 185 | 222 | 259 | 265 |

1. ↑  Een vetgedrukt getal geeft de hoogste notering aan.

### Evergreen Top 1000
| Evergreen Top 1000 "Whole Lotta Love" | Evergreen Top 1000 "Whole Lotta Love" | Evergreen Top 1000 "Whole Lotta Love" | Evergreen Top 1000 "Whole Lotta Love" | Evergreen Top 1000 "Whole Lotta Love" | Evergreen Top 1000 "Whole Lotta Love" | Evergreen Top 1000 "Whole Lotta Love" | Evergreen Top 1000 "Whole Lotta Love" | Evergreen Top 1000 "Whole Lotta Love" | Evergreen Top 1000 "Whole Lotta Love" | Evergreen Top 1000 "Whole Lotta Love" | Evergreen Top 1000 "Whole Lotta Love" | Evergreen Top 1000 "Whole Lotta Love" | Evergreen Top 1000 "Whole Lotta Love" | Evergreen Top 1000 "Whole Lotta Love" | Evergreen Top 1000 "Whole Lotta Love" | Evergreen Top 1000 "Whole Lotta Love" |
| Jaar                                  | 2008                                  | 2009                                  | 2010                                  | 2011                                  | 2012                                  | 2013                                  | 2014                                  | 2015                                  | 2016                                  | 2017                                  | 2018                                  | 2019                                  | 2020                                  | 2021                                  | 2022                                  | 2023                                  |
| ------------------------------------- | ------------------------------------- | ------------------------------------- | ------------------------------------- | ------------------------------------- | ------------------------------------- | ------------------------------------- | ------------------------------------- | ------------------------------------- | ------------------------------------- | ------------------------------------- | ------------------------------------- | ------------------------------------- | ------------------------------------- | ------------------------------------- | ------------------------------------- | ------------------------------------- |
| Positie                               | -                                     | -                                     | -                                     | -                                     | -                                     | -                                     | -                                     | -                                     | -                                     | 599                                   | 177                                   | 216                                   | 230                                   | 249                                   | 378                                   | 292                                   |